# Hound

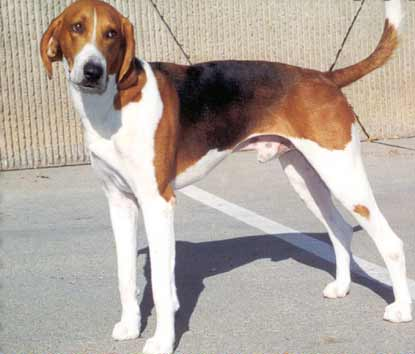
Der American Foxhound gehört zum Typ Scenthound.

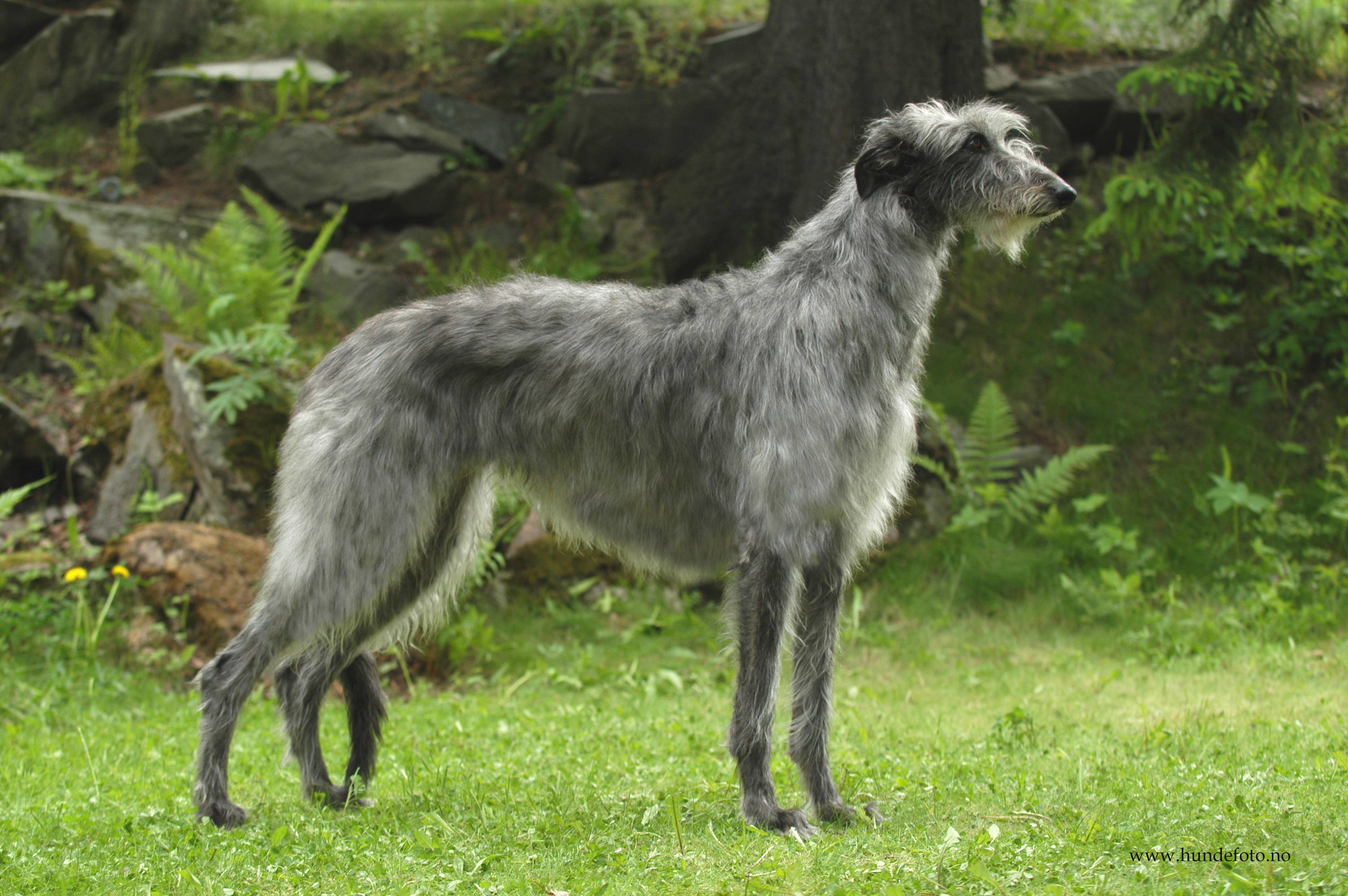
Der Deerhound verkörpert den Typ Sighthound.

Hound als Namensbestandteil steht im Englischen für Jagdhunde zum selbständigen Verfolgen und Stellen von Wild. Es wird dabei unterschieden zwischen Scenthounds [englisch to scent = wittern, riechen], die ihre Beute mit Hilfe des Geruchssinns verfolgen, und Sighthounds [englisch to sight = sichten, beobachten], die ihre Beute auf Sicht jagen.
Nach der Angelsächsischen Systematik der Hunderassen, wie sie beispielsweise von AKC und KC praktiziert wird, werden Scenthounds und Sighthounds in der Hound Group zusammengefasst. Diese entspricht nach FCI-Systematik ungefähr den Gruppen 4, 6 und 10; zusätzlich werden auch einige Rassen aus der Gruppe 5 den Hounds zugerechnet. Die meisten Scenthounds können nach FCI-System entweder den Laufhunden oder den Schweißhunden, die meisten Sighthounds den Windhunden zugerechnet werden.
Innerhalb der Jagdhunde sind Hounds nach angelsächsischer Systematik von Gundogs und Sporting Dogs abzugrenzen, die dem Jäger die Position des Wildes anzeigen (Vorstehhunde) und/oder zum Apportieren der geschossenen Beute verwendet werden (Apportierhunde).

## Beispiele
- Greyhound – Sighthound
- Irish Wolfhound – Sighthound
- Deerhound – Sighthound
- Otterhound (Otterhund) – Scenthound
- Bloodhound – Scenthound
- English Foxhound – Scenthound